# セベクエムサフ1世
セベクエムサフ1世（Sobekemsaf I, 在位:紀元前1576年頃 - 1573年頃）は、古代エジプト第17王朝の第2代または3代ファラオ（王）。史料によってはセベクエムサフ2世とも紹介される。即位名はセケムラー・シェドタウイ。

## 概要

### 家族構成
第17王朝時代の神殿碑文から、後継者のセケムラー・ウェプマアト・アンテフ（アンテフ5世または6世）とネブケペルラー・アンテフ（アンテフ6世または7世）の父親であることが分かっている。また、後述するように同じ王朝の王セケムラー・ウアジカウ・セベクエムサフの息子であった可能性がある。

### 名前と時系列上の位置
セケムラー・シェドタウイ・セベクエムサフがセベクエムサフの名前で呼ばれた何人目の王であったのかは、彼を第17王朝の家系図のどこに配置するかによって変わってくる。テーベの王家には、彼とは別にセケムラー・ウアジカウ・セベクエムサフという王がいたことが分かっている。この王にはセベクエムサフという同名の王子がいたことが判明しており、一部の研究者はこの王子がシェドタウイ・セベクエムサフと同一人物であると考え、二人の王が親子関係にあったと考えている。この場合、ウアジカウ・セベクエムサフがセベクエムサフ1世、シェドタウイ・セベクエムサフが2世ということになる。だが一方で、ウアジカウ・セベクエムサフはシェドタウイ・セベクエムサフの息子であるアンテフ6世の王妃の兄弟である可能性もあり、第17王朝末期の王セナクトエンラーの父親か兄弟である可能性もある。そのため、研究者によってはウアジカウ・セベクエムサフをシェドタウイ・セベクエムサフよりも後の世代の王と捉え、前者をセベクエムサフ2世、後者を1世と呼んでいる場合もある。この記事では最新の資料である『全系図付エジプト歴代王朝史』に従ってセケムラー・シェドタウイ・セベクエムサフをセベクエムサフ1世と表記している。

### 王墓
ラムセス9世の時代に横行した王墓盗掘の裁判の記録である「墓泥棒のパピルス」では、セベクエムサフ1世の墓が盗掘を受けたことについて言及されている。犯人のアメン神殿の石工の息子は、6人の共犯者と共に横穴を掘って侵入し、王と王妃のミイラの服飾品を剥ぎ取った後、棺を焼いたという。